# Zemono
Zemono [zemóno] je kraško naselje v Občini Vipava. Najbolj je poznano po dvorcu Zemono.

## Prebivalstvo
Etnična sestava 1991:
- Slovenci: 69 (95,8 %)
- Jugoslovani 2 (2,8 %)
- Srbi: 1 (1,4 %)